# Dolina Kieżmarska

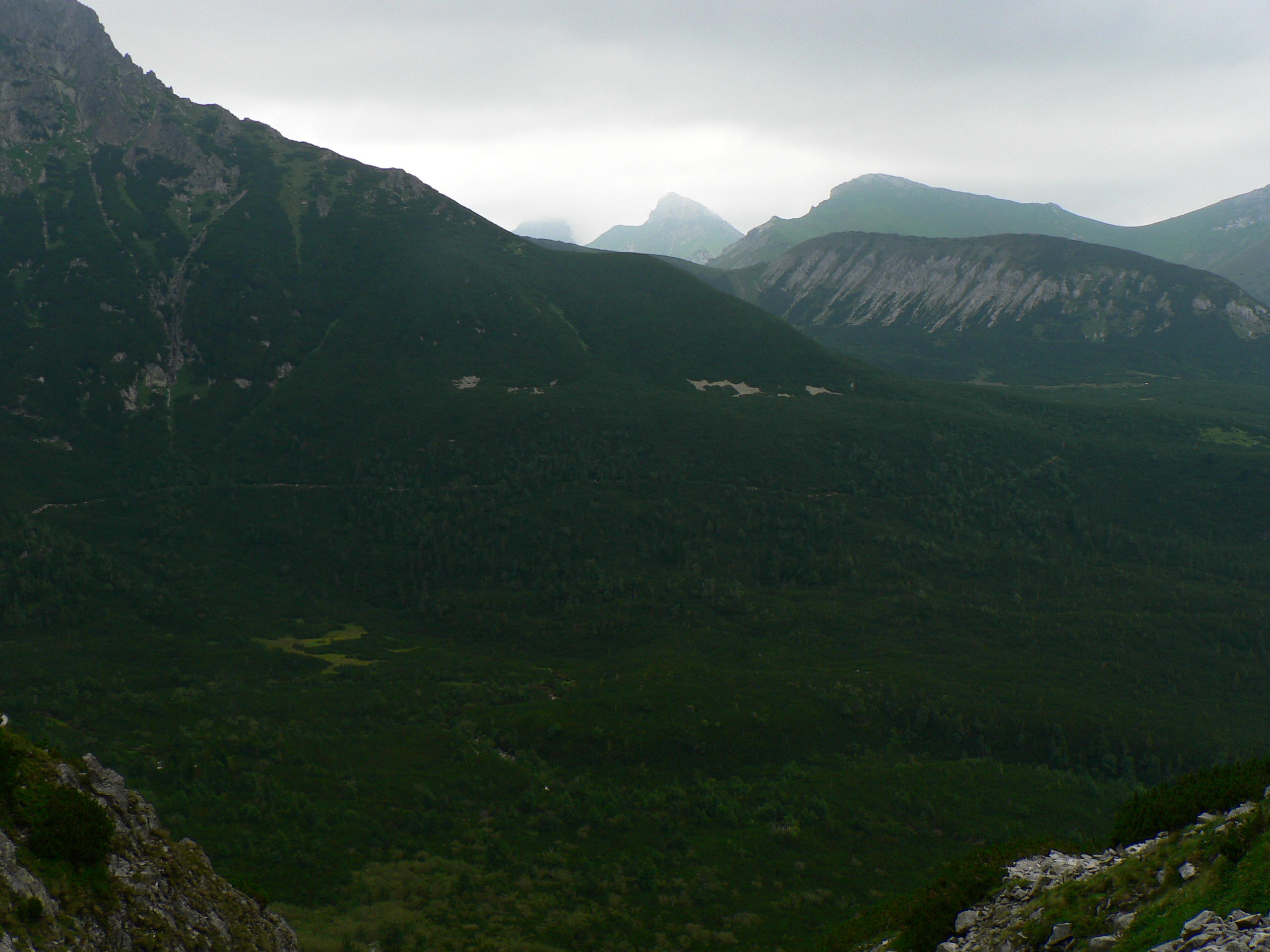
Środkowa część Doliny Kieżmarskiej, w tle Bielska Kopa i Tatry Bielskie

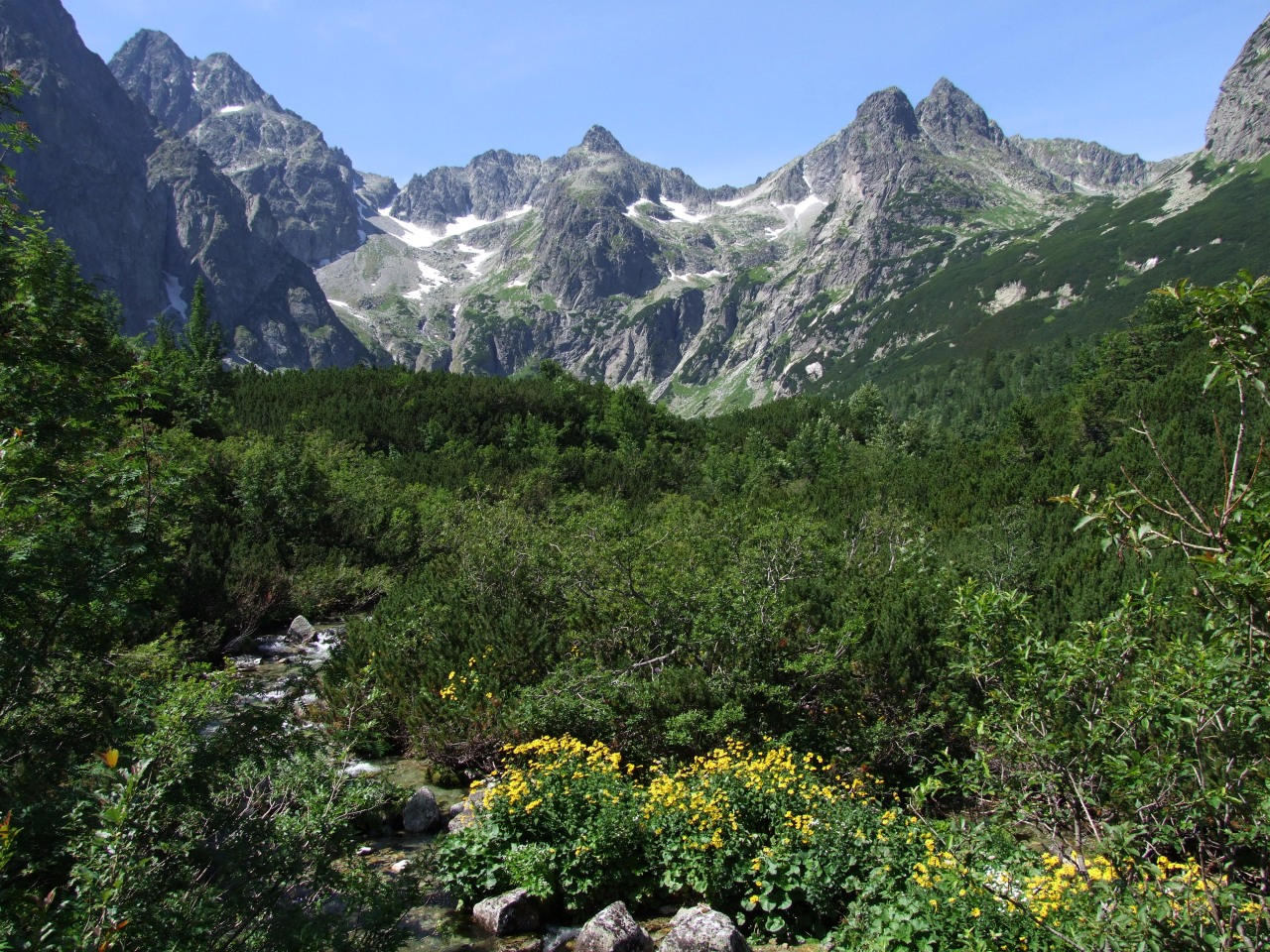
Dolina Zielona Kieżmarska – górne piętro Doliny Kieżmarskiej

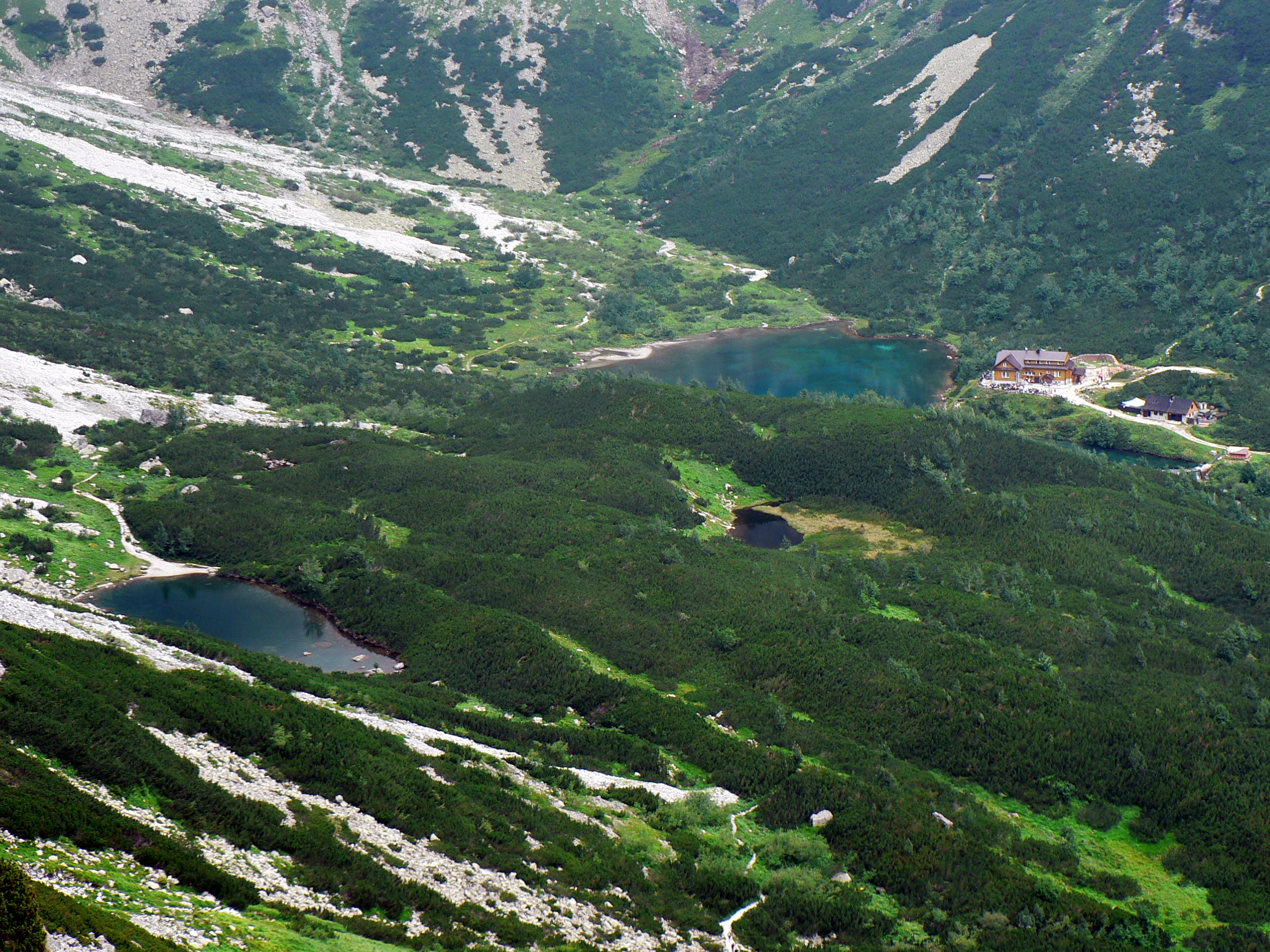
Stawy w Dolinie Zielonej Kieżmarskiej

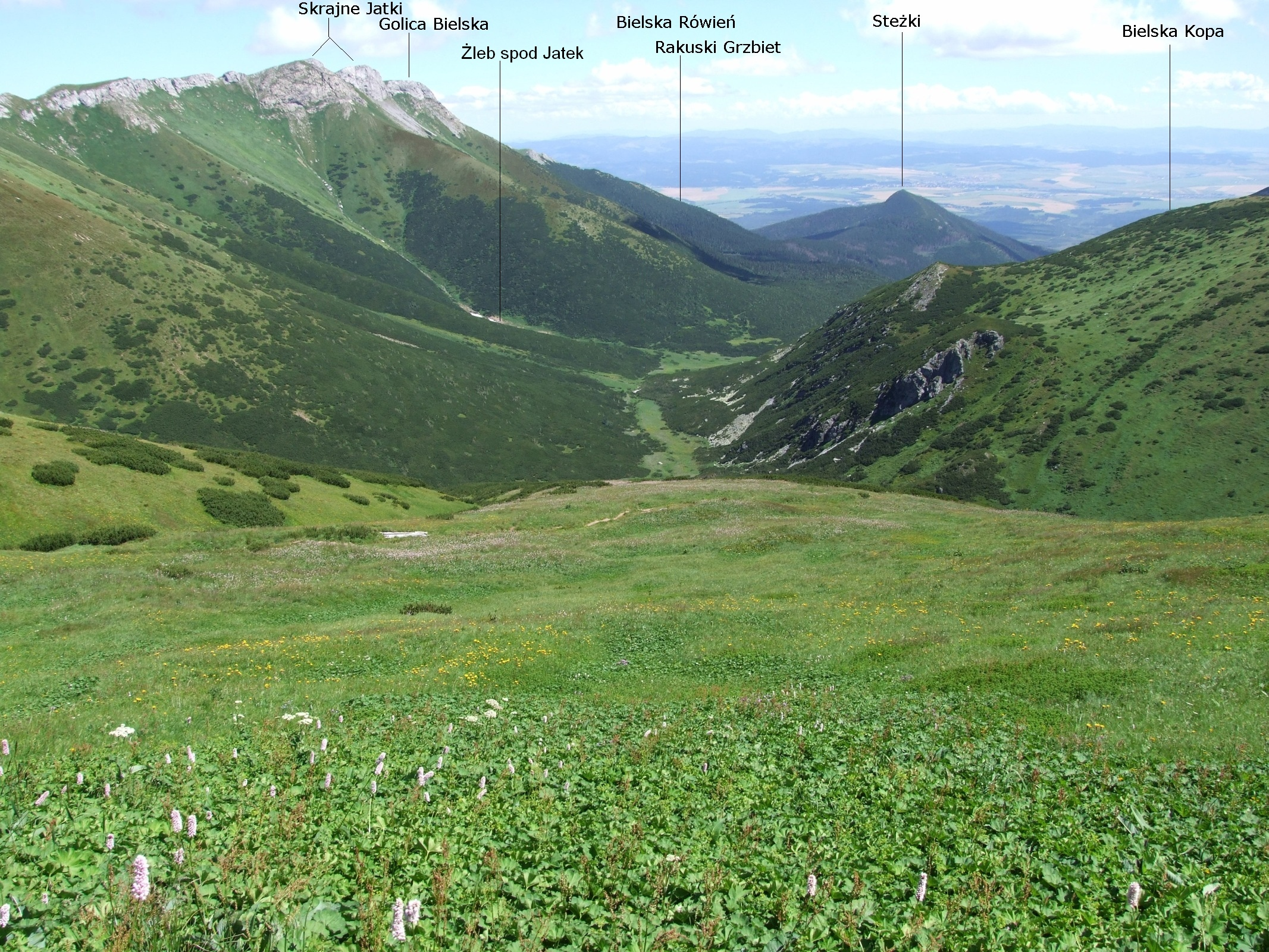
Dolina Przednich Koperszadów

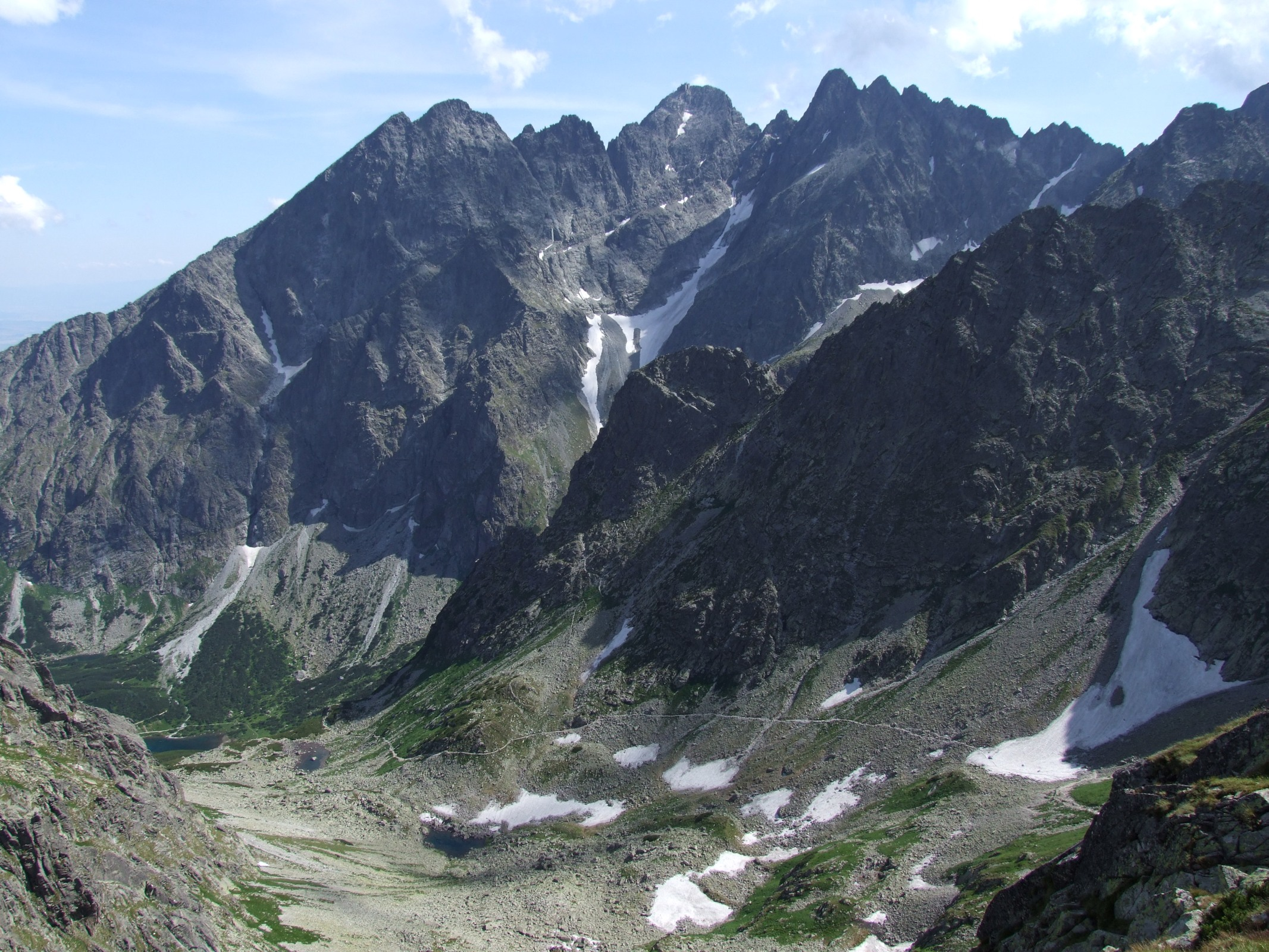
Dolina Jagnięca

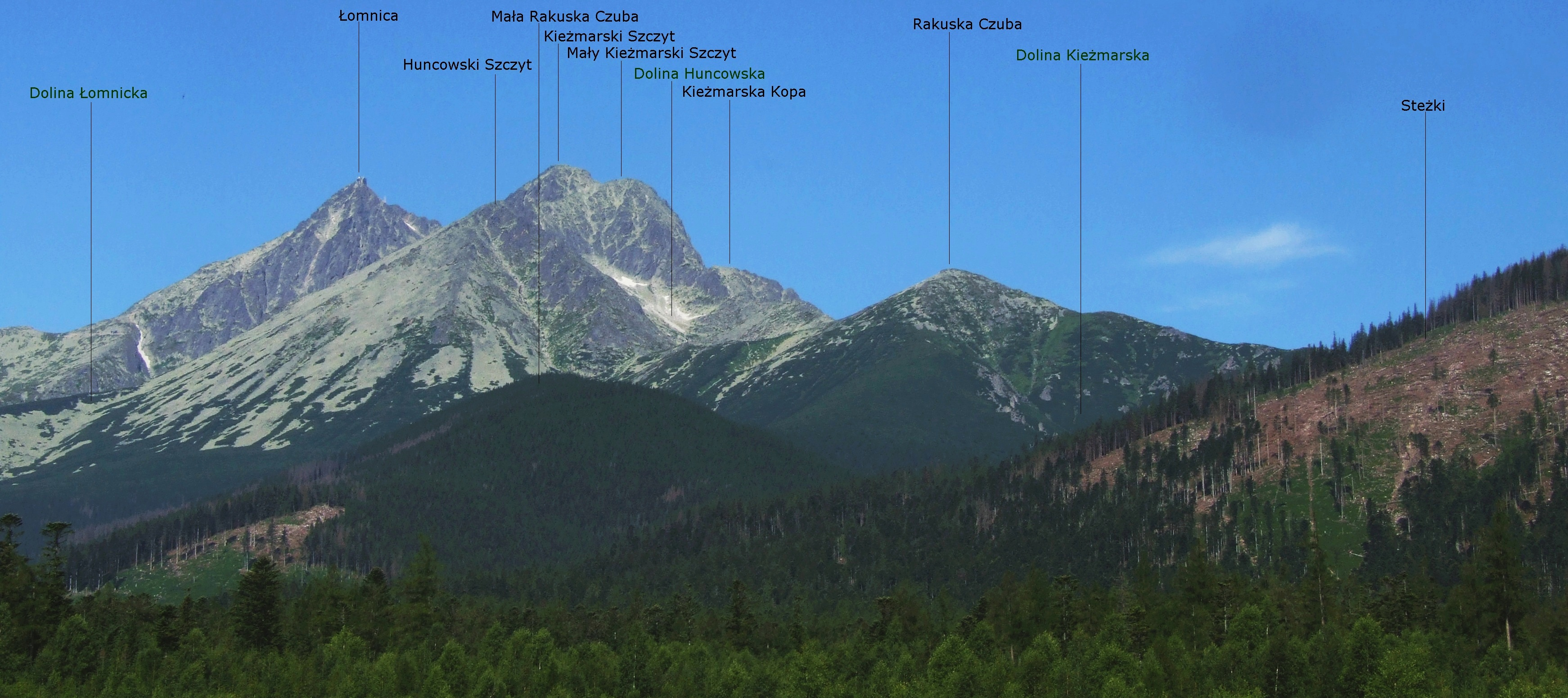
Dolna część Doliny Kieżmarskiej

Dolina Kieżmarska, w części literatury tatrzańskiej Dolina Kiezmarska, Dolina Białej Wody Kieżmarskiej (niem. Weißwassertal, Kesmarkertal, słow. Dolina Kežmarskej Bielej vody, Dolina Bielej vody, węg. Fehér-víz-völgy, Késmárki-völgy) – dolina walna położona w słowackich Tatrach Wysokich, na granicy z Tatrami Bielskimi.

## Topografia
Opada spod głównej grani Tatr we wschodnim kierunku, jej wylot znajduje się pomiędzy Kieżmarskimi Żłobami i Matlarami. Obramowanie doliny tworzy grań główna Tatr na odcinku od Przełęczy pod Kopą (Kopské sedlo) do Wyżniego Baraniego Zwornika (Vyšná Barania strážnica), południowo-wschodnia grań Wyżniego Baraniego Zwornika i grań Tatr Bielskich od Steżek (Stežky) po Szalony Wierch (Hlúpy vrch).
Długość doliny wynosi 8 km, a powierzchnia 14,5 km². Jej dolne piętro jest zalesione, a skaliste górne piętro rozgałęzia się na 3 odnogi:
- Dolinę Przednich Koperszadów (Predné Meďodoly),
- Dolinę Białych Stawów (dolina Bielych plies),
- Dolinę Zieloną Kieżmarską (dolina Zeleného plesa) i jej odnogi: Dolina Jagnięca (Červená dolina), Dolina Jastrzębia (Malá Zmrzlá dolina), Dolina Dzika (Veľká Zmrzlá dolina) i Miedziana Kotlina (Medená kotlina)[4].

Nad doliną górują: Jagnięcy Szczyt (Jahňací štít), Jastrzębia Turnia (Jastrabia veža), Kołowy Szczyt (Kolový štít), Czarny Szczyt (Čierny štít), Baranie Rogi (Baranie rohy), Durny Szczyt (Pyšný štít), Łomnica (Lomnický štít), Kieżmarski Szczyt (Kežmarský štít) i Mały Kieżmarski Szczyt (Malý Kežmarský štít), Szalony Wierch, Bielskie Jatki (Jatky), Bujaczy Wierch i Steżki (Stežky).

## Opis doliny
Większość obszarów doliny zbudowana jest z granitów, jedynie lewe skrzydło (w Tatrach Bielskich) powstało ze skał osadowych. Dolina była zlodowacona, świadczą o tym dobrze zachowane kotły lodowcowe, klasyczne progi skalne, podcięcia erozyjne stoków i moreny. Osobliwością jest występujący pod północnymi ścianami Łomnicy w Miedzianej Kotlinie płat wiecznego śniegu. Jest to tzw. śnieżnik, w ostatnich latach jednak ciągle zmniejsza się. Dnem doliny płynie potok Biała Woda Kieżmarska, w górnych odnogach doliny jest kilkanaście stawów, większe z nich to: Zielony Staw Kieżmarski (Zelené pleso), Czarny Staw Kieżmarski (Čierne pleso) i Mały Staw Kieżmarski (Malé Čierne pleso), Czerwony Staw Kieżmarski (Červené pleso), Modry Stawek (Belasé pleso), Wielki Biały Staw (Veľké Biele pleso), Stręgacznik (Trojuholníkové pleso).

## Historia
Nazwa doliny pochodzi od miasta Kieżmark, do której należała dawniej jej większa część. Nazwę tę wprowadziła w 1898 r. do literatury jedna z wypraw Tytusa Chałubińskiego. Dolina Kieżmarska odegrała ważną rolę w historii zdobycia i poznania Tatr. Była wypasana od co najmniej XIV w., paśli tutaj bydło i konie mieszkańcy Białej Spiskiej, Rakus i Kieżmarku. O niektóre jej tereny pasterskie (np. Wspólną Pastwę) toczyły się długotrwałe spory, niejednokrotnie krwawe. Pasterstwo w Dolinie Kieżmarskiej istniało do 1954 r. Dolina miała też przeszłość górniczą. Rudy miedzi wydobywano na wysoko położonych Miedzianych Ławkach pod Łomnicą i Kieżmarskim Szczytem, kopano także na stokach Bielskiej Kopy i w północnym żlebie pod Rakuską Czubą.
Dolina Kieżmarska była odwiedzana przez turystów już w XVI wieku: odnotowana jest słynna wycieczka Beaty Łaskiej z Kościeleckich w 1565 r. W 1793 r. dolinę zwiedził i opisał Robert Townson, który m.in. wspomniał, że w roku 1724 letnie śnieżyce i mróz spowodowały zamarznięcie tu 58 koni. W 1805 r. badania w dolinie prowadził Stanisław Staszic. Prócz nich bywali tutaj i badali dolinę tacy badacze jak: brat Cyprian z Czerwonego Klasztoru, Göran Wahlenberg, Christian Genersich, Ludwik Zejszner, Franciszek Herbich i in. Dolinę penetrowali również poszukiwacze skarbów, czasami ponosząc śmierć w jej urwiskach (w Dolinie Dzikiej lub Jastrzębiej zginął Johann Andreas Papirus, August Kaltstein na Bujaczym Wierchu). Taternicy polscy odegrali wybitną rolę w zdobyciu ścian otaczających dolinę, a zdobycie północnej ściany Małego Kieżmarskiego Szczytu trudną drogą wspinaczkową przez Bolesława Chwaścińskiego i Wiktora Ostrowskiego było jednym z większych osiągnięć polskiego międzywojennego taternictwa.
Z doliną związana jest legenda o rubinie świecącym na szczycie Jastrzębiej Turni.

## Turystyka
Obecnie Dolina Kieżmarska jest jedną z bardziej popularnych turystycznie dolin słowackich Tatr. Poprowadzone są przez nią szlaki turystyczne prowadzące na okoliczne szczyty (trasa znakowana poprowadzona jest na Jagnięcy Szczyt) i łączące sąsiadujące doliny. Przez dolinę przebiega Magistrala Tatrzańska. Szczyty wznoszące się nad doliną są jednym z ważniejszych rejonów taternictwa sportowego. W Dolinie Dzikiej znajdują się dobre tereny do uprawiania narciarstwa zarówno zimą, jak i latem. Zakwaterowanie i wyżywienie zapewnia wybudowane w latach 1895–1897 schronisko nad Zielonym Stawem.

## Szlaki turystyczne
Biała Woda (parking) – Rzeżuchowa Polana – Zielony Staw Kieżmarski – Dolina Jagnięca – Jagnięcy Szczyt.
- Czas przejścia od Drogi Wolności do schroniska nad Zielonym Stawem: 3:15 h, ↓ 2:55 h
- Czas przejścia ze schroniska na Jagnięcy Szczyt: 2:15 h, ↓ 1:35 h

  Matlary – Rzeżuchowa Polana – Wielki Biały Staw – Wyżnia Przełęcz pod Kopą – Przełęcz pod Kopą.
- Czas przejścia z Matlar nad Wielki Biały Staw: 3:30 h, ↓ 2:45 h
- Czas przejścia znad stawu na Przełęcz pod Kopą: 45 min, ↓ 35 min

  Tatrzańska Kotlina – Schronisko pod Szarotką – Dolina Kieżmarska – Wielki Biały Staw. Czas przejścia z Tatrzańskiej Kotliny: 3:10 h, ↓ 2:20 h
  – końcowy odcinek znakowanej czerwono Magistrali Tatrzańskiej, prowadzący znad Łomnickiego Stawu przez Rakuski Przechód i obok schroniska nad Zielonym Stawem nad Wielki Biały Staw.
- Czas przejścia znad Łomnickiego Stawu do schroniska: 2:05 h, z powrotem 2:55 h
- Czas przejścia ze schroniska nad Wielki Biały Staw: 35 min w obie strony

  – krótki, łączący żółty szlak w Dolinie Kieżmarskiej z niebieskim szlakiem z Huncowskiej Uboczy do Łomnickiego Stawu. Czas przejścia: 15 min w obie strony
 – rowerowy od Białej Wody do schroniska nad Zielonym Stawem, cały czas wzdłuż żółtego szlaku turystyki pieszej